# 152ª Legione CC.NN. d'Assalto "Acciaiata"
La 152ª Legione CC.NN. d'Assalto "Acciaiata" è stata un'unità militare della Milizia Volontaria per la Sicurezza Nazionale (MVSN).

## Storia

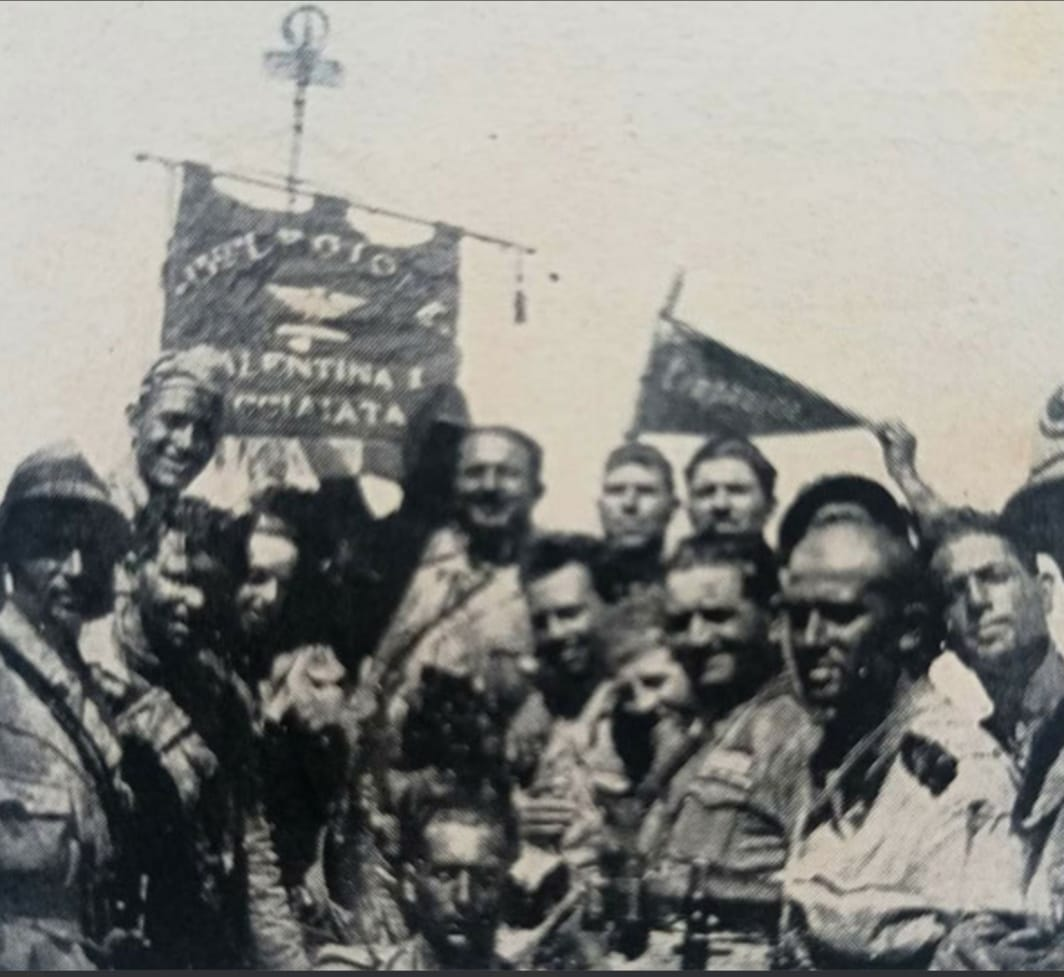
Il labaro della 152 Legione salentina I "Acciaiata"

La 152ª Legione CC.NN. "Salentina" trae origine dalle squadre d'azione fasciste del Salento che si erano mobilitate in vista della Marcia su Roma al comando del tenente Gino Martinesi
Nel 1923, dopo la divisione della Provincia di Lecce, che vide la formazione della Provincia di Taranto, le legioni della MVSN nel Salento erano due: a Taranto la 154ᵃ legione Ordinaria “Mastronuzzi” e a Lecce la 152ᵃ Legione Salentina I. La legione Salentina nel 1923 contava circa 800 squadristi che rendeva di fatto la provincia di Lecce la più importante come adesioni di tutto il sud Italia. con oltre 135 fasci di combattimento e 29.018 tesserati è superata solo da Roma, Pavia, Cremona, Cagliari e Bologna.
In seguito allo formazione nel 1927 della provincia di Brindisi dalla Provincia di Lecce, la milizia leccese venne sdoppiata e fu costituita a Brindisi la “153ª Legione Salentina II” posta al comando del console Gino Martinesi. In seguito, anche per evitare confusione la “152ª Legione Salentina I”, al comando del seniore Aldo Palmentola fu ridenominata “Acciaiata”. Ciononostante sui labari della 152ª non era infrequente che apparissero entrambe le denominazioni di "Salentina I-Acciaiata".

### Guerra d'Etiopia
In occasione della guerra d'Etiopia la 152º Battaglione CC.NN. d'Assalto "Acciaiata" di Lecce al comando di e il 156º Battaglione CC.NN. "Lucano" di Potenza al comando del centurione Beniamino Montesano costituirono nel 1935 la 252ª Legione CC.NN. d'Assalto "Acciaiata" al comando del console Giovanni Passerone che fu aggregata alla 3ª Divisione CC.NN. "21 aprile".

Lorenzo Fusco in Etiopia 1936

Nel settembre 1935 la Legione sbarcò a Massaua e presto assegnata alla protezione del settore occidentale di Adua dove realizzò tutte le opere difensive e viarie
Il 29 febbraio 1936, nel corso dei preparativi della battaglia dello Scirè, la 252ª Legione ebbe il compito di occupare lo sperone di Acab Saat mentre la 263ª Legione occupò Adi Dechì Malet e la 230ª Legione rimase di riserva a Acab Saat. All'alba del 1º marzo Ras Immirù portò un attacco a sorpresa contro il versante sinistro della divisione "Gavinana", non potendo sguarnire le posizioni tenute ad Acab Saat, al comando del console Archimede Mischi intervennero solamente la 252ª Legione e la 263ª. La 263ª lanciò il contrattacco il direzione di Adi Haimanal, mentre la 252ª Legione, più arretrata, si attestò momentaneamente a sud di Acab Saat.
Le truppe di ras Immirù, si lanciarono quindi direttamente contro la 263ª Legione, venendo respinte per due volte allo stesso tempo le truppe abissine che erano entrate in contatto con il fianco sinistro della divisione di fanteria “Gavinana” furono respinte dal contrattacco della 252ª Legione. Caddero 4 ufficiali e 15 Camicie Nere. Altri scontri si svilupparono il giorno successivo finché il 3 marzo la "21 Aprile" raggiunse Af Gagà e Cobò Nebrit, e il giorno dopo si attestò a Enda Selassiè e e al Tacazzè.
Alla 252ª Legione CC.NN. "Acciaiata" durante la guerra d'Etiopia fu aggregato il giovanissimo balilla Lorenzo Fusco Fusco, tredicenne all'epoca, era scappato di casa per arruolarsi volontario nella guerra d'Etiopia fu così aggregato alla 252ª Legione CC.NN. "Acciaiata" con cui prese parte a numerose battaglie tra cui quella dello Scirè guadagnandosi anche una Medaglia d'argento al Valor Militare. e la copertina del La Domenica del Corriere del 10 maggio 1936. Oltre a Fusco, almeno altri tre balilla lucani, che per arruolarsi volontari nella Legione "Acciaiata",  scapparono di casa riuscendo a raggiungere l'Etiopia, imbarcandosi di nascosto sul piroscafo Colombo.

#### Nella Libia italiana
Al termine della guerra il 152º Battaglione CC.NN. di Lecce fu aggregato alla 7ª Divisione CC.NN. "Cirene" insieme al 163º Battaglione CC.NN. di Reggio Calabria al comando del 1° seniore Antonio Galardo costituendo la 352ª Legione CC.NN. d'Assalto "Acciaiata".al comando del console Settimio Anatrini
In Libia la legione fu principalmente destinata a costruire le opere di fortificazione della città di Tobruch

### Seconda guerra mondiale
Ricostituita per far fronte alla seconda guerra mondiale la 152ª Legione CC.NN. d'Assalto "Acciaiata", costituita dalla 152º Battaglione CC.NN "Acciaiata" di Lecce (sen Luigi Ranieri) e dal 155º Battaglione CC.NN. "Val Bradano" di Matera (sen Leo Mistri), fu aggregata alla 47ª Divisione fanteria "Bari". Inizialmente destinata all'assalto e all'occupazione dell'isola di Corfù, visto l'andamento sfavorevole della Campagna italiana di Grecia, fu in fretta destinata nel novembre 1940 all'Albania.
Entrambi i battaglioni CCNN entrarono in linea già nel dicembre 1940 e presero parte alla Battaglia di Klisura. in questa battaglia perse la vita la Camicia nera Aldo Spagnolo che fu poi decorato con la Medaglia d'oro al valor militare.
Circa le azioni dei due battaglioni dell'"Acciaiata" nei mesi di febbraio e marzo non è possibile reperire notizie
In previsione delle operazioni militari contro la Jugoslavia l'intera legione ad aprile fu assegnata al Raggruppamento Battaglioni CC.NN. "Diamanti" e trasferita a protezione della linea difensiva lungo il fiume Drin.

#### In Italia
Dopo un periodo di riposo nel Salento, dove i battaglioni CCNN furono trasformati in battaglioni ciclisti, sempre inquadrata nella 47ª Divisione fanteria "Bari" fu trasferita a Pisa (novembre-dicembre 1942) e poi in Sardegna
Nell'agosto 1943, con la caduta del fascismo la 152ª Legione CC.NN. d'Assalto "Acciaiata" è ridenominata di 152ª Legione M.V.S.N. nominativo che il 1º novembre 1943.
Dopo l'armistizio dell'8 settembre 1943, a differenza di molti reparti la 47ª Divisione fanteria "Bari" non si sbanda ed entra a far parte dell'Esercito Cobelligerante Italiano, la Legione muta nuovamente il nome in 152º Rgt. Fanteria e, pochi giorni dopo, il 19 novembre in 340º Rgt. Fanteria. l'ex 152ª Legione CC.NN. d'Assalto "Acciaiata", ormai trasformata in reggimento, come tutte le altre ex legioni CCNN che il corso degli eventi erano rimaste in Corsica e Sardegna, fu ritenuta pericolosa e sciolta nei primi mesi del 1944.